# Grenze zwischen Mosambik und Südafrika

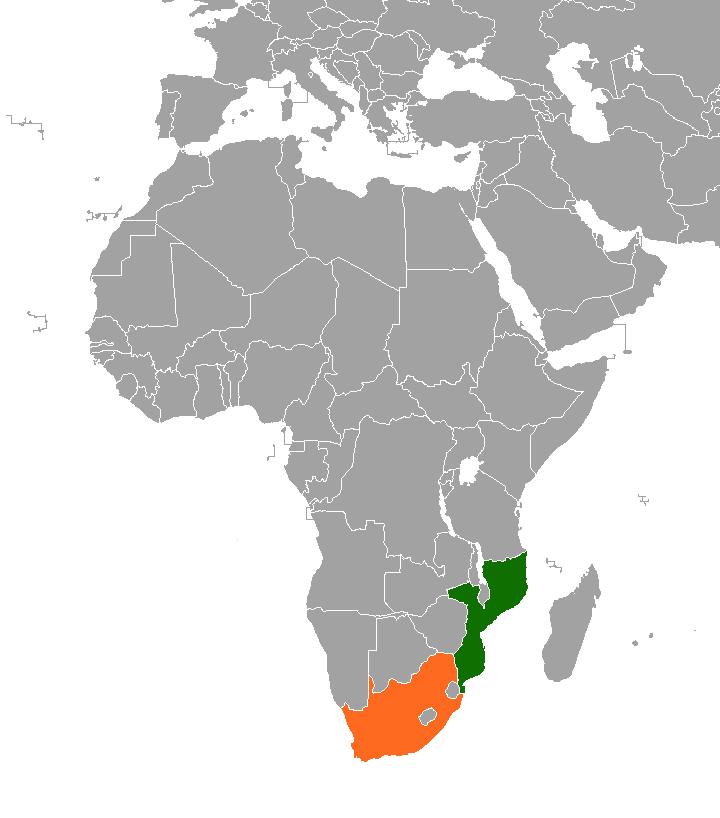
Die Grenze zwischen Südafrika (orange) und Mosambik (grün) ist 491 Kilometer lang

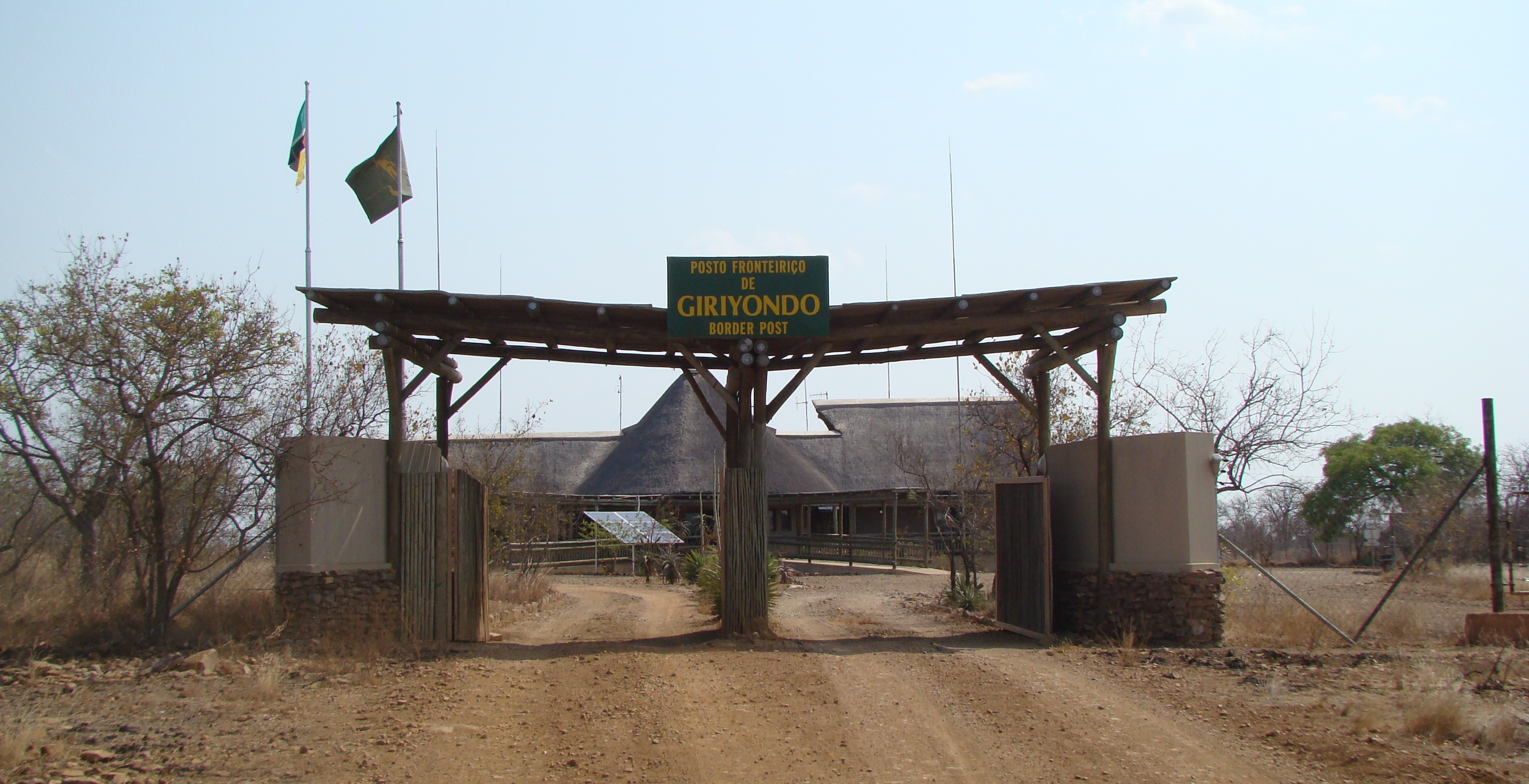
Der kleinste und jüngste Grenzübergang, Giriyondo, befindet sich zwischen Kruger- und Limpopo-Nationalpark

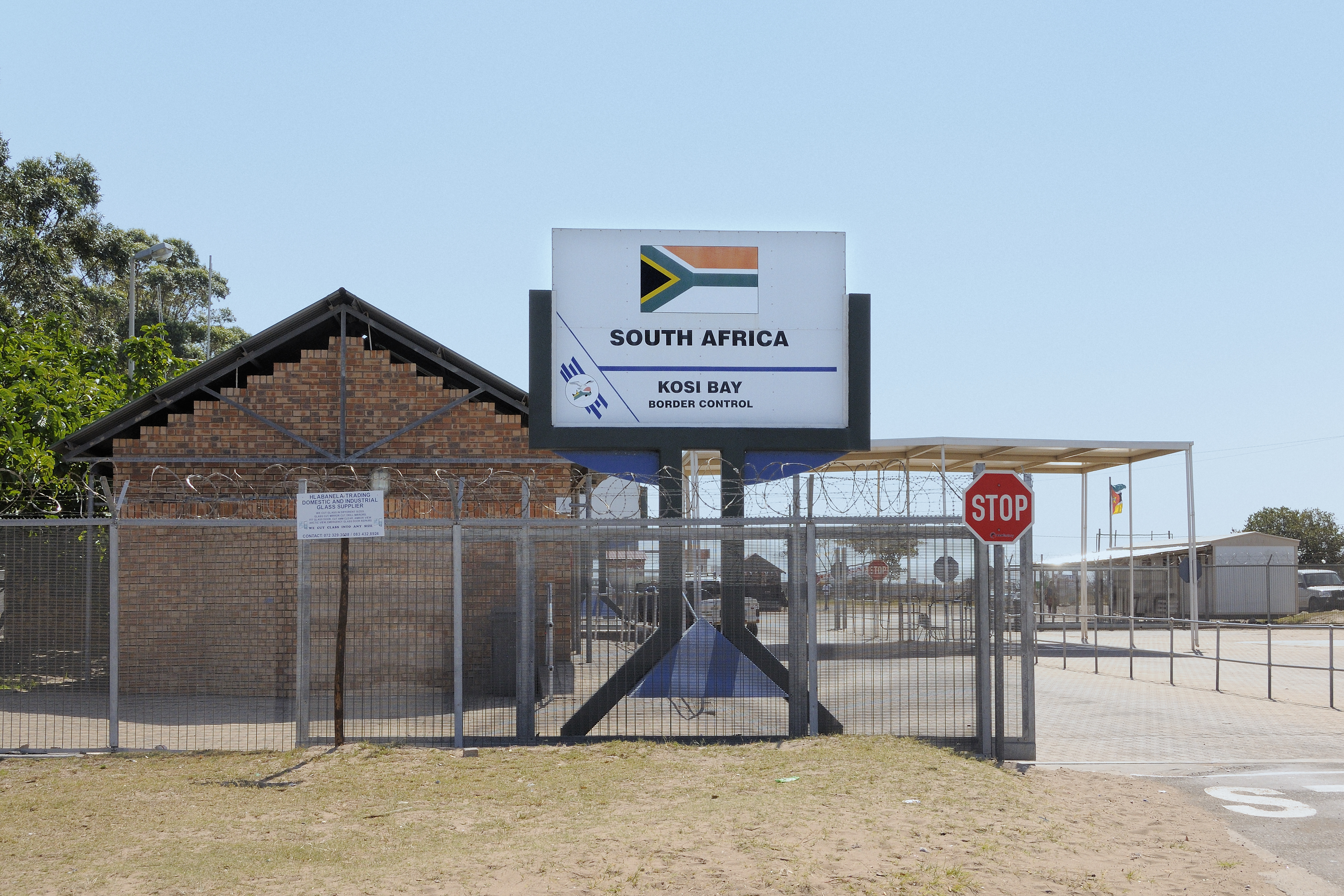
Grenzübergang Kosi Bay im südlichen Grenzabschnitt

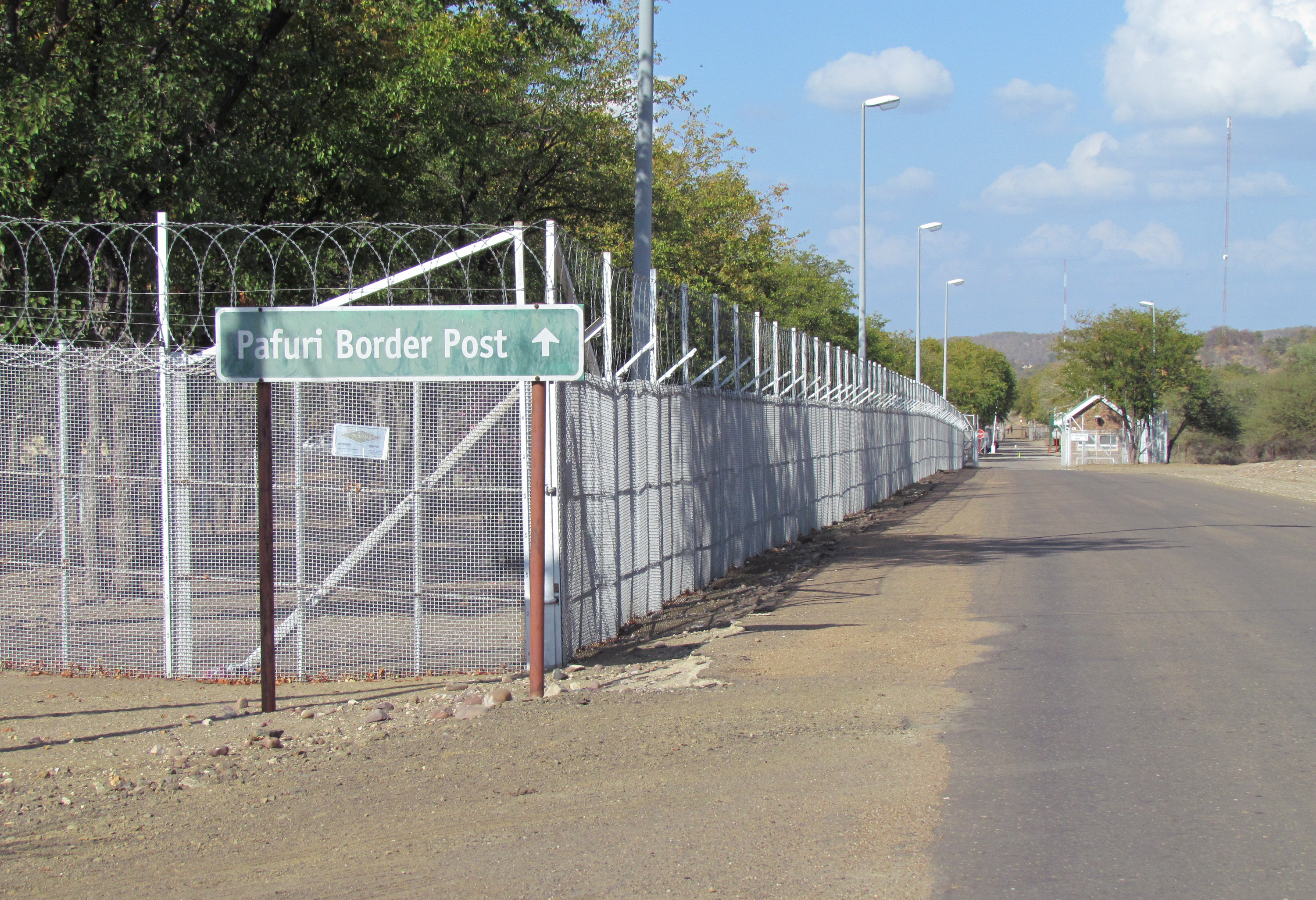
Der Grenzübergang Pafuri zwischen Kruger- und Limpopo-Nationalpark (Blick in Richtung Mosambik)

Die Grenze zwischen der Republik Südafrika und der Republik Mosambik ist 491 Kilometer lang und teilt sich in zwei Abschnitte um das Königreich Eswatini. Der nördliche Abschnitt ist 410 Kilometer lang und verläuft von der Grenze mit Simbabwe im östlichen Teil des Lowveld am Rande des Kruger-Nationalparks, entlang des nördlichen Abschnittes der Lebomboberge und durch die Lebombo-Ebenen bis nach Eswatini. Der südliche Abschnitt, 81 Kilometer lang, läuft entlang des Lusutfu-Flusses in einer nahezu geraden Linie von Eswatini bis zum Indischen Ozean.

## Geographie

### Nördliche Grenze
Der nördliche Grenzpunkt, der Zusammenfluss der Flüsse Limpopo und Luvuvhu, bildet ein Dreiländereck zwischen den Staatsgrenzen Mosambiks, Südafrikas und Simbabwes und trägt den Namen Crooks’ Corner. Von dort geht die Grenze – den Great Limpopo Transfrontier Park querend – in Richtung Süden in einer geraden Linie bis zum Fluss Shingwedzi, von dort in mehreren Bögen bis zum Lepelle-Fluss. Ab dort bildet die Grenze zugleich die östliche Grenze des Kruger-Nationalparks, sie überquert noch die Flüsse Sabie und Komati. Sie endet am Dreiländereck mit Eswatini, am sogenannten Mpundweni Beacon bei Namaacha.

### Südliche Grenze
Die südliche Grenze beginnt am Dreiländereck mit Eswatini (Abercorn Drift) am Lusutfu-Fluss (im späteren Verlauf Maputo genannt) und folgt diesem Fluss bis zum Zufluss des Pongola. Ab dort verläuft die Grenze in einer geraden Linie (ungefähr entlang des südlichen Breitengrades 26° 52') bis zum Indischen Ozean am Berg Monte Ouro, wenige Meter südlich der Kleinstadt Ponta do Ouro.

## Grenzübergänge
Es gibt zwischen beiden Staaten offiziell vier Grenzübergänge, davon drei im nördlichen, und einen im südlichen Abschnitt. Der wichtigste Grenzübergang ist der Übergang Lebombo/Ressano García, dort verbinden die Nationalstraßen N4 und EN4 beide Länder. Die Eisenbahnstrecke Pretoria–Maputo überschreitet in dessen Nähe die Grenze.
| Mosambik             | Mosambik       | Südafrika | Südafrika                           | Anmerkungen | Koordinaten                      |
| Straße               | Grenzübergang  | Straße    | Grenzübergang                       | Anmerkungen | Koordinaten                      |
| -------------------- | -------------- | --------- | ----------------------------------- | --- | -------------------------------- |
| Nördlicher Abschnitt |                |           |                                     | |                                  |
| N222                 | Pafúri         | S63       | Pafuri Border Post                  | Grenzübergang im mosambikanischen Great Limpopo Transfrontier Park, beschränkte Öffnungszeiten                        | 22° 26′ 56,4″ S, 31° 18′ 56,5″ O |
|                      |                | H15       | Giriyondo                           | Grenzübergang Giriyondo zwischen Kruger-Nationalpark und Great Limpopo Transfrontier Park, beschränkte Öffnungszeiten | 23° 35′ 2,2″ S, 31° 39′ 36,1″ O  |
| EN4                  | Ressano Garcia | N4        | Komatipoort, Lebombo Border Control | großer und modern ausgebauter Grenzübergang, internationale Frachtabfertigung und Kontrolle des Personenreiseverkehrs | 25° 26′ 35,2″ S, 31° 59′ 12,1″ O |
| Südlicher Abschnitt  |                |           |                                     | |                                  |
| R803                 | Ponta do Ouro  | R22       | Kosi Bay Border Control             | Grenzübergang vom südafrikanischen Kosy Bay Nature Reserve, beschränkte Öffnungszeiten                                | 26° 51′ 51,5″ S, 32° 49′ 45,5″ O |

## Geschichte

### Ereignisse
Die Unterzeichnung des Nkomati-Abkommens, ein am 16. März 1984 unterzeichnetes Friedensabkommen zwischen Mosambik und der Republik Südafrika, fand auf den Sandbänken des bei Komatipoort verlaufenden Flusses Nkomati an der gemeinsamen Grenze der beiden Staaten statt. Hierzu trafen sich an dieser Lokalität der Präsident Samora Machel und der Premierminister Pieter Willem Botha sowie weitere internationale und wirtschaftliche Repräsentanten.
Im Januar 1992 wurde südlich von Maputo und nah an der gemeinsamen Grenze auf mosambikanischer Seite eine Militäroperation der FRELIMO gegen die RENAMO durchgeführt. Dabei soll auf südafrikanischer Seite eine luftgestützte SADF-Übung von Komatipoort aus gestartet worden sein, in deren Verlauf chemisch-biologische Waffen zum Testeinsatz gekommen sein sollen. Als vermeintliche Folge dieser als Ausbildungsmaßnahme bezeichneten Aktion starben FRELIMO-Soldaten und einige mussten stationär behandelt werden. Das als Mosambik-Vorfall (Mozambique incident) bekannt gewordene Ereignis ist in einem Bericht des früheren SADF-Stabschefs Pierre Steyn aufgeführt, den er im Auftrag von Präsident Frederik Willem de Klerk zur Aufklärung über militärische Geheimdienstaktivitäten verfasste. Der Vorfall wurde später von Wissenschaftlergruppen aus Südafrika, Mosambik, der Schweiz, Schweden, Großbritannien und von den Vereinten Nationen untersucht. Es kam zu keinem einheitlichen und völlig gesicherten Ergebnis.

### Flüchtlingsströme und Grenzsicherung mit Elektrozaun
Im Verlaufe des mosambikanischen Bürgerkriegs, dem von 1977 bis 1992 andauernden Konflikt zwischen RENAMO und FRELIMO, waren Zonen entlang der Grenze auf mosambikanischer Seite mit Landminen versehen worden. Trotzdem überwanden tausende mosambikanische Flüchtlinge ohne Einreisegenehmigung die bilaterale Grenze und suchten in Südafrika Schutz, Ruhe sowie Arbeitsmöglichkeiten. Südafrika duldete in gewissen Dimensionen die irreguläre Einwanderung, wenn die Flüchtlinge in den Homelands Gazankulu, KaNgwane, Lebowa oder KwaZulu Unterkunft fanden.
Die Zahlen der Grenzübertritte nahmen in der zweiten Hälfte der 1980er Jahre eine für beide Länder problematische Dimension an. Zwischen 1983 und 1986 hatten bereits 260.000 Personen diese Grenze überquert. Es kam hinzu, dass von den Nachbarländern MK-Kämpfer sowie andere Guerillagruppen nach Südafrika gelangten und dort im Hinterland der Grenze zivile und militärische Ziele angriffen. Die Regierung in Pretoria entschloss sich trotz bestehender militärischer und paramilitärischer Grenzschutzaktivitäten zur Errichtung eines 3,5-kV-Elektrozaunes auf dem Grenzabschnitt zwischen Komatipoort und dem sich unmittelbar nördlich von Eswatini anschließenden Homeland KaNgwane. Der erste, 25 Kilometer lange Zaunabschnitt dieser Bauweise entstand aus zwei äußeren, jeweils 2,5 Meter hohen Zäunen, zwischen denen der dritte, elektrifizierte Zaun verlief. Diese Konstruktion war gewählt worden, um Menschen und Tiere vor versehentlichen Stromschlägen zu schützen. Auf südafrikanischer Seite errichtete man parallel zur Zaunanlage einen Fahrweg für Grenzschutzeinheiten. Die Baumaßnahmen kosteten 6,7 Millionen Rand. Der Zaun war beidseitig mit Warnschildern im Abstand von 50 Metern ausgestattet, mit denen auf die Lebensgefahr durch Symboldarstellung und das Wort „Gefahr“ in vier Sprachen (Portugiesisch, Shangaan, Afrikaans und Englisch) hingewiesen wurde.
Auf eine Parlamentsanfrage im September 1986 teilte der damalige Verteidigungsminister Magnus Malan mit, dass bisher insgesamt zwei Mosambikaner durch Kontakt mit dem Elektrozaun im August 1986 gestorben waren. Bis zur Absenkung der bis dahin tödlich wirkenden Stromwerte im Jahre 1990 starben nach Einschätzung des in Johannesburg ansässigen Centre for the Study of Violence and Reconciliation hierdurch mindestens 100 Personen.
Einen inländischen Protest gegen diese Art der Grenzbefestigung gab es im September 1989 von der Südafrikanischen Katholischen Bischofskonferenz. Durch deren Vorsitzenden, Bischof Wilfrid Fox Napier wurde dabei die inhumane südafrikanische Grenzschutzpolitik kritisiert, die bereits vor der Errichtung des Elektrozaunes durch gezielte Schüsse auf Flüchtlinge zu Hunderten von Toten geführt hatte. Es wurde auch die Entfernung der Landminen und den Stopp der Zwangsrückführung von monatlich etwa 3500 Personen in das benachbarte mosambikanische Bürgerkriegsgebiet sowie nach Swasiland gefordert. Die Bischofskonferenz forderte die südafrikanische Regierung auf, unverzüglich mit der UNO, insbesondere mit dem Hochkommissar der Vereinten Nationen für Flüchtlinge, Verhandlungen dahingehend aufzunehmen, den in solchen Fällen international üblichen Flüchtlingsstatus nach UN-Maßgaben auf den betroffenen Personenkreis überhaupt anzuwenden.

### OperationCorona
Während der Amtszeit von Lindiwe Sisulu als südafrikanische Verteidigungsministerin (2009 bis 2012) kehrte das Land zu einer verstärkten Bewachung der Außengrenze mit Hilfe der Armee zurück. Der Grund dafür lag im Anwachsen grenzüberschreitender Kriminalität. Die Ministerin unternahm in der politischen Vorbereitungsphase gemeinsam mit Parlamentsmitgliedern eine Grenzinspektion in den Regionen Musina (Grenze zu Simbabwe), Macadamia und Muzi. Dabei wurden Zerstörungen des bestehenden Grenzzaunes durch das illegale Eindringen von Immigranten nach Südafrika offenkundig. Die ersten Einheiten der SANDF zum Zwecke der Grenzsicherung wurden im Mai 2010 mobilisiert. Mit Operationsbeginn bestanden dabei enge Kooperationsbeziehungen zur Operation Kgwele, die der Sicherheit Südafrikas während der Fußball-Weltmeisterschaft 2010 diente. Nach section 18 des Defence Act von 2002 (Act No. 42 / 2002) ist die Grenzsicherung durch die Armee legitimiert.
Unter dem Namen Operation Corona wurden zuerst Truppen des 1 Parachute Regiment aus Bloemfontein in besonders gefährdete Grenzabschnitte verlegt. Der damalige Oberbefehlshaber der Army Solly Shoke erklärte, dass die Streitkräfte nun zur Verteidigung der Unversehrtheit und Souveränität des Landes an den Außengrenzen beitragen werden.
Schwerpunkt der Grenzsicherungsaktivitäten war von Beginn der Operation an die Grenze zu Mosambik.
Im Jahr 2011 veranschlagte das südafrikanische Verteidigungsministerium für den Ausbau der Sicherungsmaßnahmen hin zu Mosambik ein Budget in Höhe von 324,6 Millionen Rand. Die Army hatte zu diesem Zeitpunkt drei Infanterie-Kompanien, ein Platoon von Pionieren und eine Hauptquartiereinheit an die südafrikanisch-mosambikanische Grenze verlegt. Brigadegeneral Koos Liebenberg schätzte den benötigten Truppeneinsatz weit höher ein. Zur effektiven technischen Unterstützung genehmigte das Verteidigungsministerium die Verwendung eines militärischen Überwachungssystems mit Nachtsicht- und Radargeräten (Project Cytoon).
Durch den steigenden Personal- und Technikeinsatz sind im Verlaufe der Operation Corona immer mehr illegale Aktivitäten aufgedeckt worden, neben der irregulären Einwanderung waren das der Schmuggel von Zigaretten und Narkotika. Die festgestellte Vielfalt der Schmuggelwaren nahm weiter zu; es wurden Kleidung, Alkohol, Nutzvieh, Schusswaffen, gestohlene Autos und Cannabis konfisziert. Im Monat Dezember 2014 hielten die an der Grenzsicherung beteiligten Behörden 6000 Personen aus Mosambik ohne gültige Einreisepapiere fest.